# Raïon de Braslaw
Le raïon de Braslaw (en biélorusse : Браслаўскі раён, Braslawski raïon) ou raïon de Braslav (en russe : Браславский район, Braslavski raïon) est une subdivision de la voblast de Vitebsk, en Biélorussie. Son centre administratif est la ville de Braslaw.

## Géographie

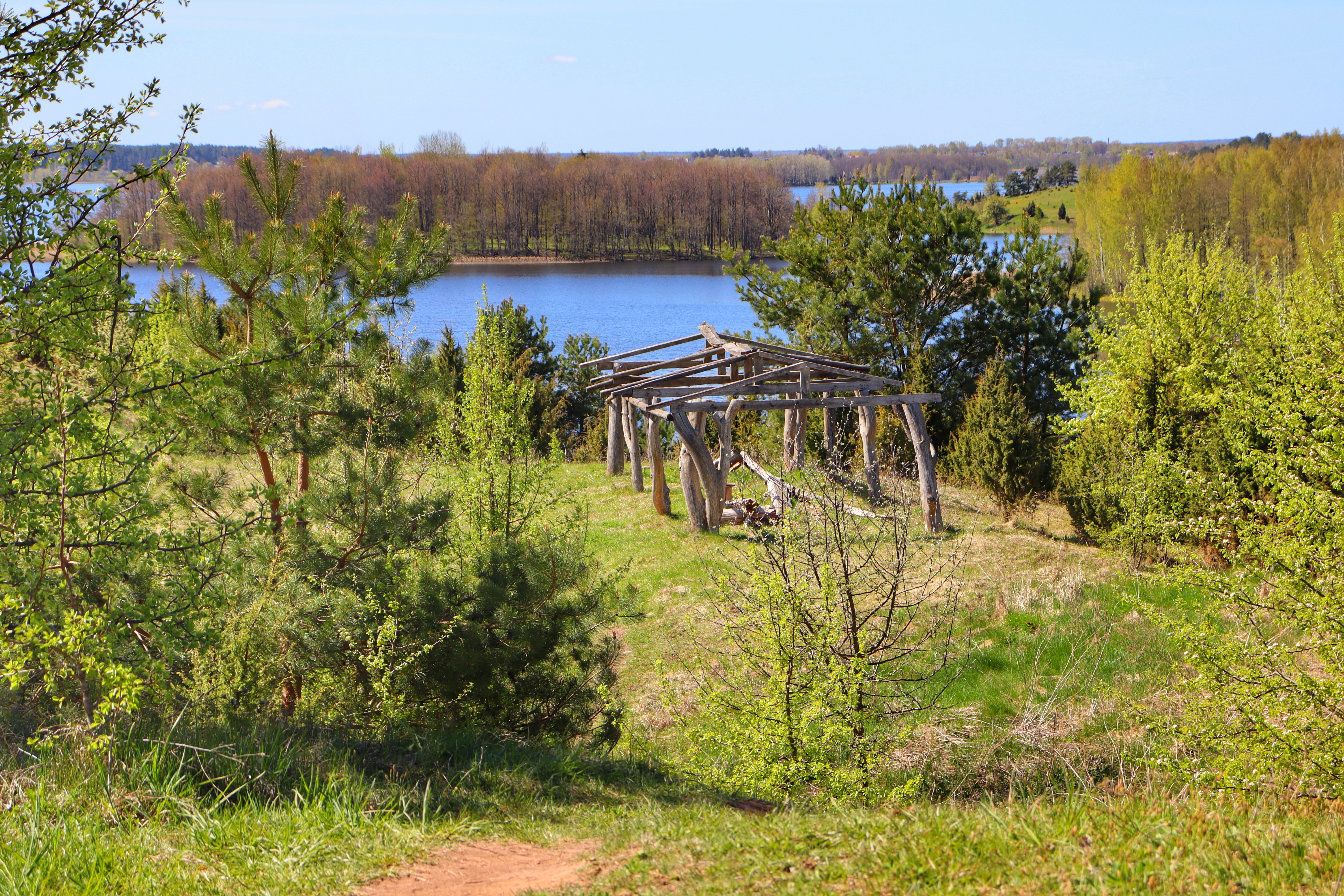
Campagne du Raïon de Braslaw, depuis le mont Maskovichi. Mai 2022.

Le raïon couvre une superficie de 2 270,07 km2, dans le centre de la voblast. Le raïon de Braslaw est limité au nord par la Lettonie, à l'est par le raïon de Miory et le raïon de Charkowchtchyna, au sud par le raïon de Pastavy et à l'ouest par la Lituanie.
|  |

Le raïon compte de nombreux lacs qui couvrent environ 10 pour cent de sa superficie et sont reliés par de petites rivières, des ruisseaux, des fossés et des canaux. On y pratique la pêche. Les forêts représentent 35 pour cent de la superficie du raïon. En 1995, le raïon a créé le parc national des lacs de Braslaw, qui couvre un tiers de sa superficie et s'étend sur 56 km du nord au sud du raïon. Il possède une faune particulièrement riche : 200 espèces d'oiseaux, plus de 20 espèces de poissons et de grands mammifères tels que des élans, des ours, des sangliers, des loups et des lynx.

## Histoire
Le raïon de Braslaw a été créé le 15 janvier 1940.

## Population

### Démographie
Les résultats des recensements de la population (*) font apparaître une forte baisse de la population depuis 1959, sauf dans les années 1990.
| 1959*  | 1970*  | 1979*  | 1989*  | 1999*  | 2009*  |
| ------ | ------ | ------ | ------ | ------ | ------ |
| 59 132 | 49 603 | 42 229 | 35 708 | 36 123 | 29 175 |

### Nationalités
Selon les résultats du recensement de 2009, la population du raïon se composait de trois nationalités principales :
- 64,59 % de Biélorusses ;
- 18,66 % de Polonais ;
- 14,26 % de Russes.

### Langues
En 2009, la langue maternelle était le biélorusse pour 49,56 % des habitants du raïon de Braslaw et le russe pour 45,6 %. Le biélorusse était parlé à la maison par 38,08 % de la population et le russe par 57,35 %.